# Fort Calhoun (Nebraska)
Fort Calhoun je grad u američkoj saveznoj državi Nebraska. Prema popisu stanovništva iz 2010. u njemu je živjelo 908 stanovnika.